# Норт Волпол (Њу Хемпшир)
Норт Волпол (енгл. North Walpole) насељено је место без административног статуса у америчкој савезној држави Њу Хемпшир.

## Демографија
По попису из 2010. године број становника је 828.
| Група             | 2000.    | 2010.       |
| Белци             | 0 (0,0%) | 789 (95,3%) |
| Афроамериканци    | 0 (0,0%) | 3 (0,4%)    |
| Азијати           | 0 (0,0%) | 2 (0,2%)    |
| Хиспаноамериканци | 0 (0,0%) | 12 (1,4%)   |
| Укупно            | 0        | 828         |